# والتری بوتاس
والتری ویکتور بوتاس (به انگلیسی: Valtteri Viktor Bottas تلفظ فنلاندی: [ˈʋɑlt:eɾi ˈbot:ɑs]؛ زاده ۲۸ اوت ۱۹۸۹) راننده مسابقات فرمول یک اهل فنلاند است که در حال حاضر در این رقابت‌ها برای کیک سائوبر با شماره ۷۷ شرکت می‌کند. او پیش از این در مرسدس و ویلیامز را نیز دارد.

## ورود به مسابقات
والتری بوتاس رانندگی حرفه ای خود را با فرمول رنو و تیم کویرانن در سال ۲۰۰۷ شروع کرد. در همان فصل توانست ۲۷۹ امتیاز و جایگاه سوم را در انتهای فصل به‌دست آورد. در دومین فصل حضور بوتاس در فرمول رنو، این راننده توانست با تیم موتوپارک قهرمانی را از آن خود کند.
در سال ۲۰۰۹ بوتاس جوان به تیم ART رفت جایی که ژول بیانکی و استبان گوتیرز هم تیمی او بودند. در این فصل بوتاس توانست قهرمانی مستر فرمول ۳ و سومی فرمول ۳ را به‌دست آورد. در سال ۲۰۱۰ نیز این راننده فنلاندی توانست قهرمانی و سومی سال قبل خود را تکرار کند و با تیم پرما پاورتیم سومی در سری رقابت های ماکائو را به‌دست آورد.
سال ۲۰۱۱ را می توان سکوی پرتاب والتری بوتاس دانست، سالی که به عنوان راننده تست تیم ویلیامز انتخاب شد. علاوه بر این راننده فنلاندی توانست قهرمانی GP3 را با تیم لوتوس به‌دست آورد. در سال ۲۰۱۲ والتری بوتاس به عنوان راننده تست و ذخیره در ویلیامز حضور داشت و توانست در ۱۵ تمرین اول شرکت کند.

## ورود به تیم مرسدس
در تاریخ ۱۶ ژانویه ۲۰۱۷، مرسدس اعلام کرد که با بوتاس برای فصل ۲۰۱۷ قرارداد امضا کرده تا جایگزین نیکو رزبرگ که بازنشسته شده بود و هم تیمی لوئیز همیلتون شود. بوتاس در سومین مسابقه خود به عنوان راننده مرسدس بنز در جایزه بزرگ استرالیا ۲۰۱۷، پشت سر سباستین فتل و لوئیز همیلتون، به خط پایان رسید.

## نتایج فرمول یک
(کلید) (مسابقاتی که به‌صورت پررنگ نوشته شده‌اند نشانگر پول پوزیشن، و مسابقه‌هایی که به‌صورت ایتالیک نوشته شده‌اند نشانگر سریع‌ترین دور هستند)
| سال  | تیم   | شاسی        | موتور             | ۱       | ۲         | ۳          | ۴           | ۵          | ۶            | ۷        | ۸         | ۹         | ۱۰         | ۱۱          | ۱۲       | ۱۳       | ۱۴         | ۱۵      | ۱۶      | ۱۷       | ۱۸        | ۱۹         | ۲۰     | ۲۱        | ۲۲       | ق.ر. | امتیاز |
| ---- | ----- | ----------- | ----------------- | ------- | --------- | ---------- | ----------- | ---------- | ------------ | -------- | --------- | --------- | ---------- | ----------- | -------- | -------- | ---------- | ------- | ------- | -------- | --------- | ---------- | ------ | --------- | -------- | ---- | ------ |
| ۲۰۲۰ | مرسدس | اف۱ دبلیو۱۱ | مرسدس ام ۱۱ ای‌کیو | اتریش ۱ | اشتریا ۲  | مجارستان ۳ | بریتانیا ۱۱ | هفتادمین ۳ | اسپانیا ۳    | بلژیک ۲  | ایتالیا ۵ | توسکانی ۲ | روسیه ۱    | ایفل ب.     | پرتغال ۲ | ایمولا ۲ | ترکیه ۱۴   | بحرین ۸ | صخیر ۸  | ابوظبی ۲ |           |            |        |           |          | ۲۲۳  | دوم    |
| ۲۰۲۱ | مرسدس | اف۱ دبلیو۱۲ | مرسدس ام ۱۲ ای    | بحرین ۳ | امیلیا ب. | پرتعال ۳   | اسپانیا ۳   | موناکو ب.  | آذربایجان ۱۲ | فرانسه ۴ | اشتیریا ۳ | اتریش ۲   | بریتانیا ۳ | مجارستان ب. | بلژیک ۱۲ | هلند ۳   | ایتالیا ۳۱ | روسیه ۵ | ترکیه ۱ | آمریکا ۶ | مکزیکو ۱۵ | سائو پ. ۳۱ | قطر ب. | عربستان ۳ | ابوظبی ۶ | ۲۲۶* | سوم*   |

یادداشت‌ها
- * – فصل هنوز در جریان است.
- † – راننده گراند پری را به پایان نرسانده، اما از آنجا که بیش از ۹۰٪ از مسافت مسابقه را طی کرده‌است، در رده‌بندی قرار گرفته‌است.